# Friedrich Wilhelm von Bülow

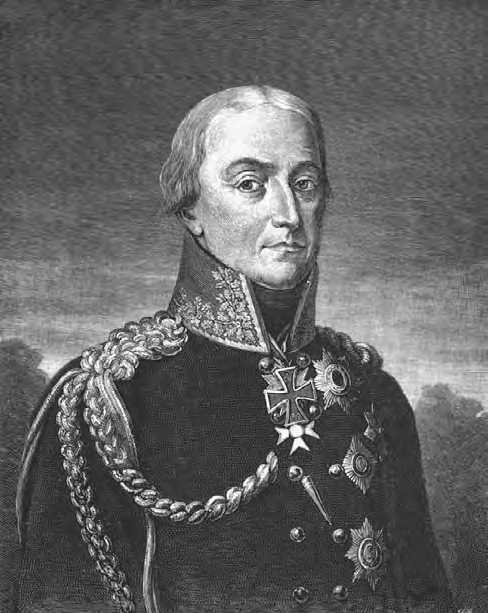
General Bülow, un capaz comandante de cuerpo prusiano, quien en la campaña de 1813 derrotó a los franceses en Großbeeren y Dennewitz. También jugó un papel prominente en Waterloo en 1815.

Friedrich Wilhelm Freiherr von Bülow, Conde de Dennewitz (16 de febrero de 1755 - 25 de febrero de 1816) fue un general prusiano de las guerras napoleónicas.

## Primeros años
Bülow nació en Falkenberg en el Altmark y era el hermano mayor de Freiherr Dietrich Heinrich von Bülow. Recibió una excelente educación y entró en el Ejército prusiano en 1768, convirtiéndose en alférez en 1772 y teniente segundo en 1775. Tomó parte en la Guerra de la Patata de 1778 y posteriormente se dedicó al estudio de su profesión y de las ciencias y las artes.
A lo largo de su vida Bülow tuvo devoción por la música, y su gran habilidad musical llegó a conocimiento del rey Federico Guillermo II de Prusia, y hacia 1790 sobresalía entre los círculos de moda en Berlín. Sin embargo, no descuidó sus estudios militares, y en 1792 fue nombrado instructor militar del joven Príncipe Luis Fernando de Prusia, convirtiéndose al mismo tiempo en capitán de pleno derecho. Tomó parte en las campañas de 1792-94 en el Rin y recibió por su señalado coraje durante el sitio de Maguncia la orden Pour le Mérite y el ascenso al rango de mayor.

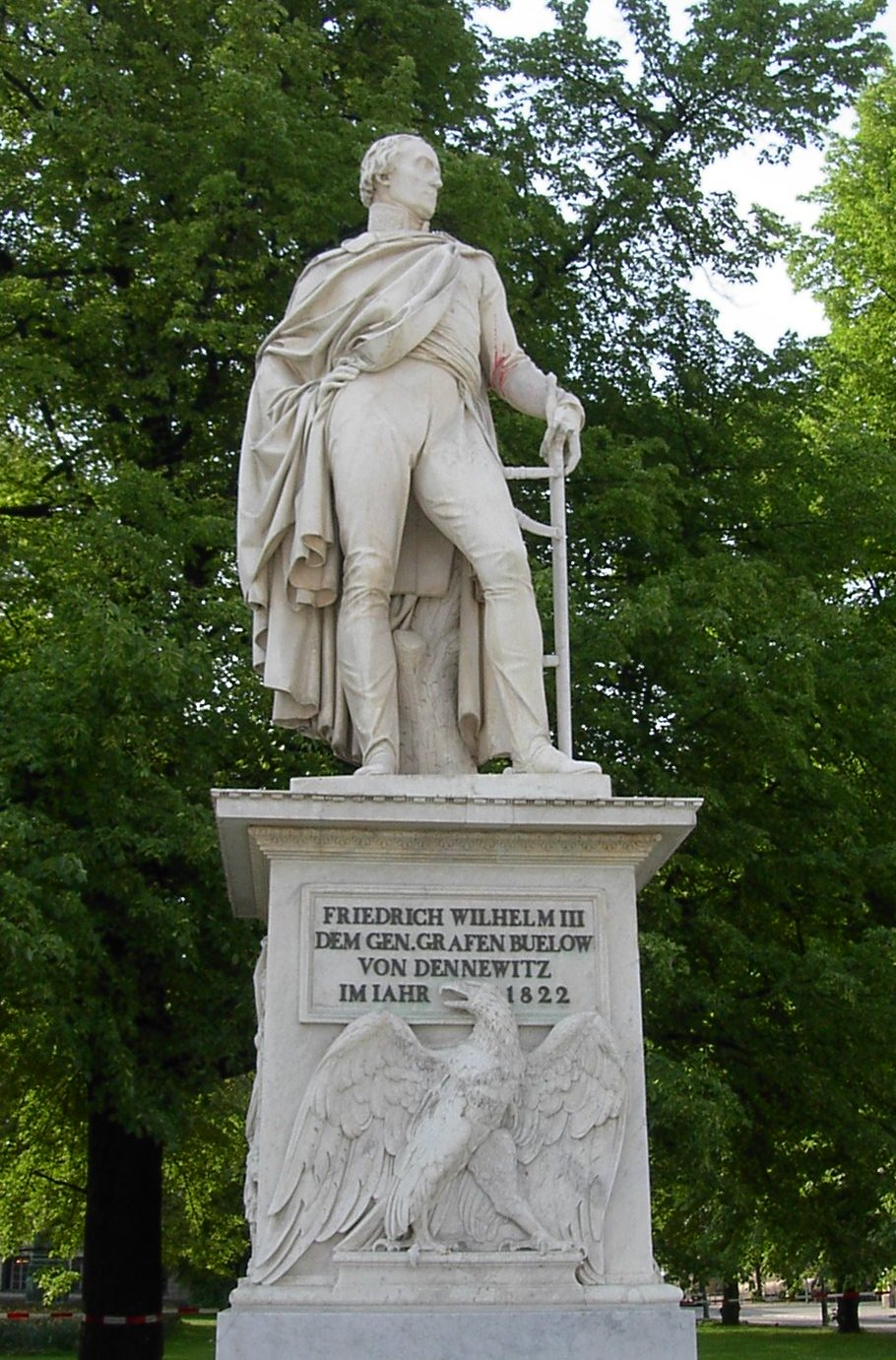
Estatua de Bülow en el Unter den Linden, Berlín.

Después de esto Bülow sirvió en la guarnición de Soldau. En 1802 contrajo matrimonio con la hija del coronel von Auer y al año siguiente ascendió teniente coronel, permaneciendo en Soldau con su unidad. Las vaguerías y desventuras de su hermano Dietrich afectaron a su felicidad, así como a su fortuna. A la pérdida de dos de sus hijos siguió en 1806 la muerte de su mujer. Otra fuente de decepción fue la exclusión de su regimiento del ejército de campaña enviado contra Napoleón en 1806. El desastre de esta campaña le llenó de energías. Realizó un excelente servicio bajo el mando de Anton Wilhelm von L'Estocq en la última parte de la guerra. Fue herido en acción y finalmente designado para el comando de una brigada en las fuerzas del mariscal de campo Gebhard Leberecht von Blücher
En 1808 Bülow se casó con la hermana de su primera esposa, una chica de dieciocho años. Ascendió a mayor general es mismo año, y en adelante se dedicó enteramente a la regeneración de Prusia. La intensidad de su patriotismo le condujo a conflictos incluso con Blücher y finalmente a su retiro temporal. En 1811, no obstante, volvió a ser empleado.

## Guerra de la Sexta Coalición

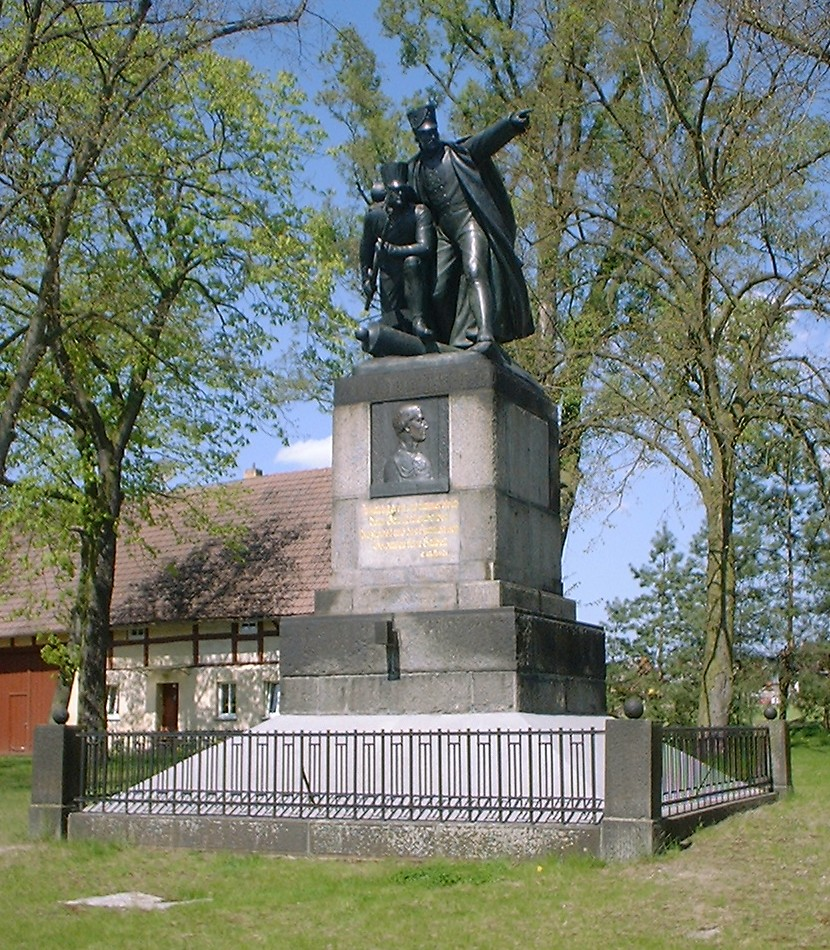
Memorial a Bülow en Dennewitz.

En los días críticos que precedieron a la Guerra de la Sexta Coalición, Bülow sostuvo sus tropas sin cometer ningún paso irrevocable hasta que se tomara una decisión. El 14 de marzo de 1813 fue ascendido a teniente general. Combatió contra Oudinot en la defensa de Berlín, y en el verano pasó a las órdenes de Bernadotte, príncipe de la corona de Suecia.
A la cabeza de un cuerpo de ejército, Bülow se distinguió en gran medida en la Batalla de Grossbeeren, una victoria que fue atribuida casi enteramente a su liderazgo. Un poco después ganó una gran victoria en la Batalla de Dennewitz, que por segunda vez controló el avance de Napoleón sobre Berlín. Esto inspiró el mayor entusiasmo en Prusia, ya que participaron principalmente fuerzas prusianas, y proporcionaron a Bülow casi la misma popularidad que a Blücher.
El cuerpo de Bülow jugó un papel conspicuo en la derrota final de Napoleón en Leipzig, y se le confió entonces la tarea de desalojar a los franceses de Holanda y Bélgica. En una campaña casi uniforme de sucesos ganó una señalada victoria en Hoogstraten aunque tuvo la fortuna de estar apoyado, a menudo muy significativamente, por el general británico Thomas Graham, segundo en el comando de Lord Wellington. En la campaña de 1814 invadió Francia desde el noroeste, se unió a Blücher e intervino en la brillante victoria de Laon en marzo. Fue hecho general de infantería y recibió el título de Conde de Dennewitz. También tomó parte en la visita de los soberanos Aliados a Inglaterra en junio de 1814.

## Campaña de Waterloo
En la breve paz de 1814-1815 Bülow estuvo en Königsberg como comandante en jefe de la Prusia propiamente dicha. Pronto fue llamado al frente de nuevo, y en la Campaña de Waterloo comandó el IV Cuerpo del ejército de Blücher. No estuvo presente en Ligny, pero su unidad encabezó el ataque por el flanco contra Napoleón en la Batalla de Waterloo y sostuvo la mayor parte de los combates de las tropas prusianas en torno a Plancenoit. Participó en la invasión de Francia, pero murió repentinamente el 25 de febrero de 1816, un mes después de retornar al mando de la guarnición en Königsberg.